# Ancoraimes
Ancoraimes è un comune (municipio in spagnolo) della Bolivia nella provincia di Omasuyos (dipartimento di La Paz) con 16.538 abitanti (dato 2010).

## Cantoni
Il comune è suddiviso in 6 cantoni (popolazione al 2001):
- Ancoraimes - 3.498 abitanti
- Cajiata - 3.668 abitanti
- Cheje Pampa - 2.459 abitanti
- Chijñapata-Chiñaja - 1.850 abitanti
- Sotalaya - 1.561 abitanti
- Villa Macamaca - 2.063 abitanti